# Pieper- en walkietalkie-explosies in Libanon in 2024
De pieper- en walkietalkie-explosies in Libanon in 2024 waren een serie ontploffingen in Libanon van semafoons en portofoons bedoeld voor de Libanese politieke partij en militante groepering Hezbollah.
The New York Times berichtte dat de Israëlische inlichtingendiensten leveringen van de piepers hadden onderschept en ze hadden voorzien van kleine hoeveelheden explosieven. De premier van Israël, Benjamin Netanyahu, erkende naar verluidt tijdens een kabinetsberaad op 10 november voor het eerst dat het inderdaad Israël was geweest dat achter de pieper- en walkietalkie-aanvallen had gezeten.

## Voorgeschiedenis
In februari 2024 droeg de secretaris-generaal van Hezbollah, Hassan Nasrallah, de leden van de groep op om over te schakelen op piepers in plaats van mobiele telefoons, omdat volgens hem Israël hun mobiele telefoonnetwerk had geïnfiltreerd. Hezbollah kocht toen een nieuw merk piepers, de Gold Apollo AR924-modellen, die kort daarvoor in Libanon waren geïmporteerd.

## Ontploffende piepers
Op 17 september 2024, rond 15.30 uur lokale tijd, ontploften duizenden mobiele piepers, waarbij minstens 12 doden en ruim 2.750 gewonden vielen, onder wie Hezbollah-leden en burgers. Een functionaris van Hezbollah liet weten dat het incident de "grootste inbreuk op de veiligheid van de organisatie tot nu toe" was.
De explosies troffen verschillende gebieden in Libanon, waaronder de buitenwijk Dahieh in Beiroet, in het zuiden van Libanon en in de Beqaa-vallei, waar Hezbollah vermoedelijk aanwezig was. Daarnaast werden er explosies gemeld in Damascus in Syrië. Het is onduidelijk of alleen Hezbollah-leden de piepers bij zich droegen.

## Ontploffende portofoons
Een tweede golf explosies, gericht op ICOM-walkietalkies, vond rond 17.00 uur de volgende dag plaats, waarbij ten minste 30 mensen omkwamen en meer dan 750 gewond raakten. Andere elektronica, zoals biometrische apparaten voor vingerafdrukken, zou ook zijn geëxplodeerd, al was niet direct duidelijk of die apparaten in brand waren gevlogen door andere explosies of zichzelf tot ontploffing hadden gebracht.

## Slachtoffers
Vele tientallen ziekenhuizen in heel Libanon kregen slachtoffers van de pieperaanval binnen, waarbij chaotische taferelen plaatsvonden. Onder de doden was de tienjarige dochter van een Hezbollah-agent. Een Hezbollah-functionaris verklaarde tegenover persbureau Reuters dat de aanval met communicatieapparatuur ertoe leidde dat 1500 strijders gewond raakten en dat velen blind werden of een hand kwijtraakten.